# Её крутые методы
«Её крутые методы» (иер. трад. 表姐，你好嘢!, кант.-рус.: Пиу че, нэй хоу е!, англ. Her Fatal Ways) — гонконгский комедийный фильм 1990 года, снятый режиссёром Альфредом Чёном. Главную роль в фильме исполнила Кэрол Чен. За эту роль Чен в 1991 году была удостоена статуэтки Гонконгской кинопремии в категории «Лучшая женская роль». Также фильм получил две номинации на премию «Золотая лошадь» в категориях «Лучшая женская роль» и «Лучший адаптированный сценарий».

## Сюжет
Следователь из материкового Китая (Кэрол Чен) вместе с племянником (Альфред Чён) прибывают в Гонконг, где они должны передать в руки правосудия преступника (Майкл Чау), который согласился дать свидетельские показания против своего бывшего босса. Их встречает инспектором Ын (Тони Лён Кафай). В первую же ночь бандит сбегает. Герои Чен и Чёна решают остаться и помочь своим коллегам поймать беглеца.

## В ролях
- Кэрол Чен — Чен Сэкнам / сестра Чен, следователь из материкового Китая
- Тони Лён Кафай — Ын Вайкуок, старший инспектор, начальник отдела уголовного розыска полиции Гонконга
- Альфред Чён[англ.] — Сиусин, племянник и помощник Чен
- Лам Кау[кит.] — Ын Тхиньчхи, полковник
- Шейла Чань[англ.] — Сютпик
- Майкл Чау[англ.] — Нгау
- Санни Фан Ган[кит.] — Соу Куоквин, преступник

## Номинации и награды
| Год  | Кинопремия / кинофестиваль                             | Категория                      | Претендент           | Результат |
| ---- | ------------------------------------------------------ | ------------------------------ | -------------------- | --------- |
| 1990 | 27-я церемония награждения кинопремии «Золотая лошадь» | Лучшая женская роль            | Кэрол Чен            | Номинация |
| 1990 | 27-я церемония награждения кинопремии «Золотая лошадь» | Лучший адаптированный сценарий | Альфред Чён, Кит Вон | Номинация |
| 1991 | 10-я церемония награждения Гонконгской кинопремии      | Лучшая женская роль            | Кэрол Чен            | Победа    |